# Adesivo

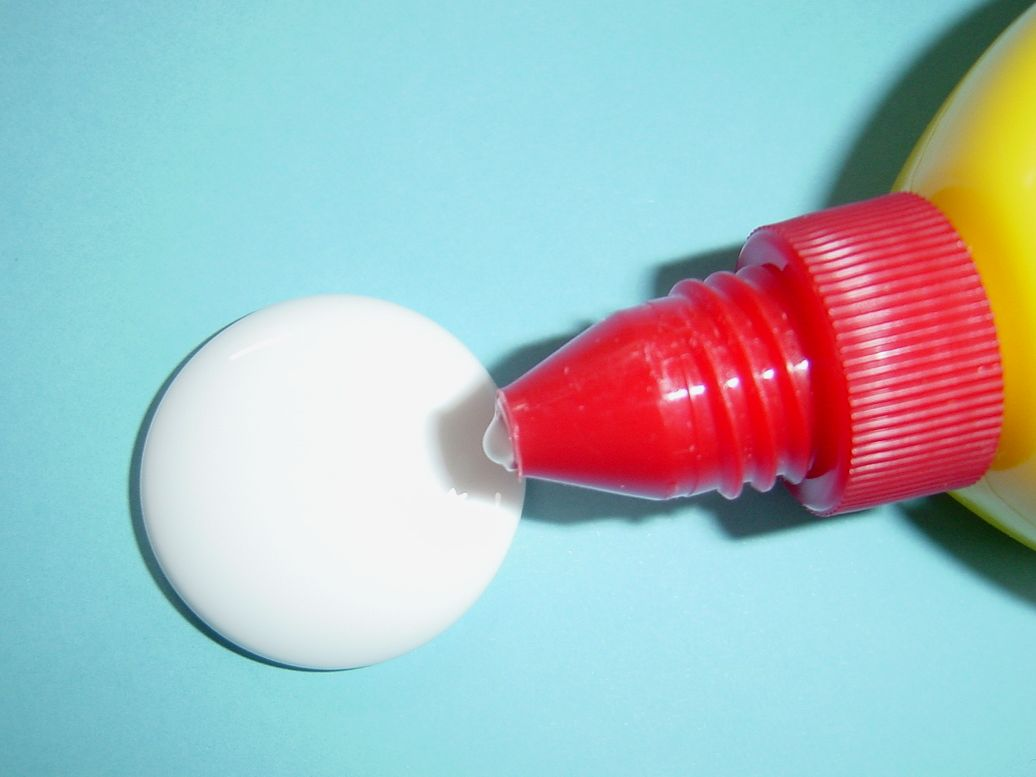
Cola.

Adesivo é qualquer substância aplicada na superfície, ou em ambas as superfícies, de dois objetos separados que os une e oferece resistência à sua separação. Dependendo do contexto, há vários termos usados com o mesmo significado, como cola ou cimento. Há vários adjetivos que podem ser usados com o termo "adesivo" para descrever as suas propriedades de acordo com as formas químicas ou físicas, o tipo de materiais unidos ou as condições em que é aplicado.
O uso de adesivos apresenta várias possíveis vantagens em relação a outras técnicas de união, como a costura, parafusos ou soldagem. Entre estas estão a capacidade de unir diferentes materiais entre si, de distribuir os esforços de forma mais eficiente no ponto de união, os menores custos económicos, uma melhor aparência estética e maior flexibilidade no desenho. Entre as possíveis desvantagens do uso de adesivos estão a diminuição da estabilidade a temperaturas elevadas, a relativa fragilidade na ligação de objetos de grande dimensão com uma superfície de contacto pequena e a maior dificuldade em separar os objetos durante eventuais testes. Os adesivos são geralmente divididos de acordo com o processo de adesão e são depois classificados em adesivos reativos ou não reativos, termo que indica se o adesivo reage quimicamente ou não no processo de endurecimento. Em alternativa, podem também ser classificados de acordo com a sua origem, natural ou sintética, ou pela fase química original.
Os adesivos podem ter origem natural ou ser produzidos de forma sintética. O primeiro uso de substâncias adesivas ocorreu há cerca de 200 000 anos. As primeiras referências aos adesivos na literatura apareceram por volta de 2000 a.C.. Os gregos e os romanos fizeram contribuições importantes para o desenvolvimento de adesivos. Um tipo antigo de cola é a chamada goma-arábica, que consiste em um extrato retirado do tronco e ramos da acácia, de uso bastante difundido no passado, por ser eficiente e atóxica. Na Europa, a cola só começou a ter uso generalizado entre os séculos XVI e XVIII. Até ao início do século XX o avanço tecnológico nos adesivos foi lento e gradual e só no último século e até à atualidade é que a inovação nos adesivos sintéticos ocorreu de forma acelerada .

## Tipos de adesivos mais comuns
- Epóxi: Muito versátil. Indicada para uso em metais, plásticos, cerâmicas, vidros e pedras.
- PVA ou Acrílica: Também conhecido como cola escolar ou cola branca. Esse tipo é solúvel em água e pode ser utilizado em madeiras, papéis, tecidos e couros.
- Silicone: Ideal para vidros e objetos expostos a humidade, como aquários, caixas d'água, frigoríficos, enfeites natalinos, entre outros.
- Celulósica: utilizada em vidros, papéis, tecidos e cerâmica.
- Látex: Usada em plásticos e borrachas.